# Тигран Ахумян
Тигран Семенович Ахумян (вірм. Տիգրան Հախումյան; 1894—1973) — вірменський драматург і театрознавець. Заслужений діяч мистецтв Вірменської РСР (1944). Професор (1961).
Закінчив юридичний факультет Московського університету. Писати почав у 1914 році. Автор 16 п'єс і оперних лібрето. Кавалер ордена «Знак Пошани» (4.11.1939).

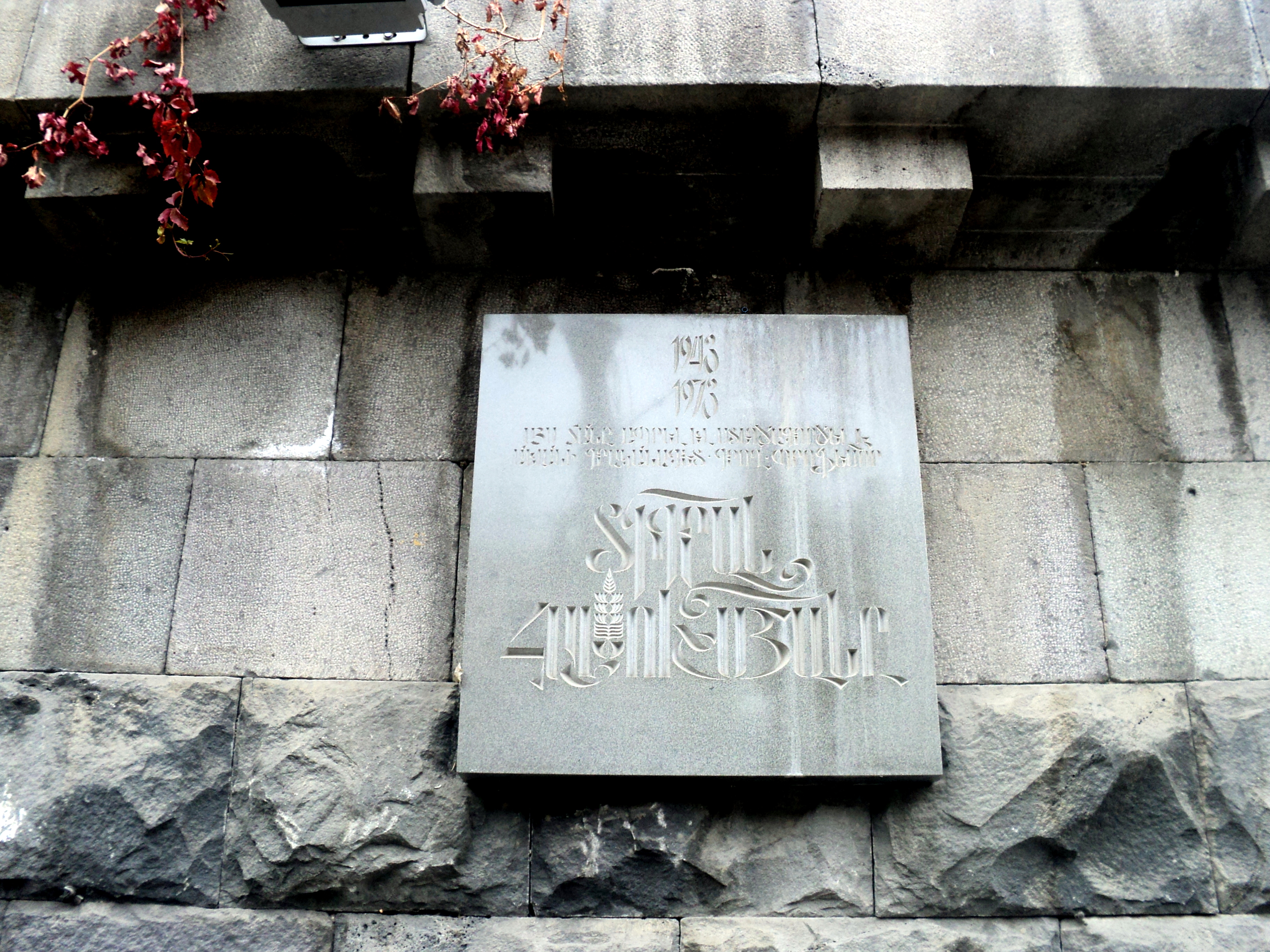

## П'єси
- «Лють» (переробка однойменної п'єси Є. Яновського, 1929)
- «В пазурах темряви», «Ворог» (1931)
- «Життя, як пісня» (1950)
- «На світанку» (1932)

## Книги
- «Антон Чехов. Його життя і твори» (1944)
- «Грибоєдов А. С. Його життя і твори» (1945)
- «Сказання про радянських богатирів» (1945, рос.)
- «Драматургія Дереника Демірчяна» (1958)
- «Літературні статті і спогади» (кн. 1-2, 1965, 1970, рос.)
- «Спогади» (1987)

Переклав низку п'єс вірменською мовою. З 1944 року викладав у Єреванському театральному інституті, потім у Єреванському державному університеті.

## Родина
Син — Семен.